# Tchoudovo
Tchoudovo (en russe : Чýдово) est une ville de l'oblast de Novgorod, en Russie, et le centre administratif du raïon de Tchoudovo. Sa population s'élevait à 15 093 habitants en 2013.

## Géographie
Tchoudovo est arrosée par la rivière Kerest, un affluent de la rivière Volkhov, dans le bassin du lac Ladoga. Elle est située à 80 km au nord de Novgorod, à 116 km au sud-est de Saint-Pétersbourg et à 517 km au nord-ouest de Moscou.

## Histoire
Tchoudovski Iam (en russe : Чудовский Ям) est mentionné pour la première fois dans des chroniques en 1539. Le nom actuel de Tchoudovo date de 1851. Le statut de commune urbaine lui fut accordé en 1928 et celui de ville en 1937.

## Patrimoine
Il existe à Tchoudovo un musée de Nikolaï Nekrassov, dans la maison où il avait l'habitude de travailler en été, entre 1871 et 1876. Dans le village voisin de Siabrenitsy, il y a un musée de l'écrivain Gleb Ouspenski situé dans la maison qu'il habitait dans les années 1880. Grouzino (en), la résidence du comte Araktcheïev est située dans les environs.

## Population
Recensements (*) ou estimations de la population
| 1897* | 1926* | 1937*  | 1939*  | 1959*  | 1970*  |
| ----- | ----- | ------ | ------ | ------ | ------ |
| 1 380 | 5 295 | 11 101 | 12 259 | 11 430 | 12 520 |

| 1979*  | 1989*  | 2002*  | 2010*  | 2012   | 2013   |
| ------ | ------ | ------ | ------ | ------ | ------ |
| 14 520 | 17 982 | 17 434 | 16 148 | 15 218 | 15 093 |

## Économie
Tchoudovo est un important nœud ferroviaire, à l'intersection de la ligne de chemin de fer Moscou – Saint-Pétersbourg (inaugurée en 1851) et de la branche Volkhov – Novgorod, ouverte en 1871.
Les principales entreprises de Tchoudovo sont une fabrique de contreplaqué (YouPM-Kioummene Tchoudovo, appartenant à un groupe finlandais), une usine de traverses en béton appartenant à la Compagnie des chemins de fer russes (RJD) et une fabrique de confiseries (Dirol Cadbury, filiale du groupe britannique Cadbury). Elles emploient entre 450 et 650 salariés.